# 東儀天主教會
東儀天主教會（英語：Eastern Catholic Churches），或稱東方礼天主教会、東方歸一教会，是指與教宗共融的23個採行東方基督宗教禮儀且自治的天主教會。這些教會分別由其教會的宗主教、都主教或是大總主教擔任領袖，並以《東儀天主教會法典》以及其各自所設立的教會法作為規章，各自保有自身的悠久傳統。現今普世天主教會約有13億名信徒，其中東儀天主教會信徒約有1,800萬名，佔天主教會全體信徒1.385%。
作為相互共融的成員，在各東儀天主教會與拉丁禮教會間共享了同一的聖事。但另一方面，這些東儀教會也各自保存了与其有歷史關係的東方基督教派如東正教會、東方正統教會及東方亞述教會的禮儀、神学基础与聖儀，因此他們也在一定程度上承認這些「非拉丁禮教會」的東方禮儀教會的聖儀效力。
東儀天主教會的主要分布地點大多與其原先的起源地，如中東、埃及、東歐以及印度相近，然而隨著移民社群的增加，這些教會也在美洲或西歐建立教區，相對的在中東的拉丁禮天主教徒則由拉丁禮耶路撒冷宗主教牧養。

## 東儀天主教會法典
《東儀天主教會法典》（英語：Code of Canons of the Eastern Churches，簡稱CCEO）是1990年聖座邀請22個自治教會聯合制定適用於東方禮儀的教會法的法典之名稱。

## 教會最高權威

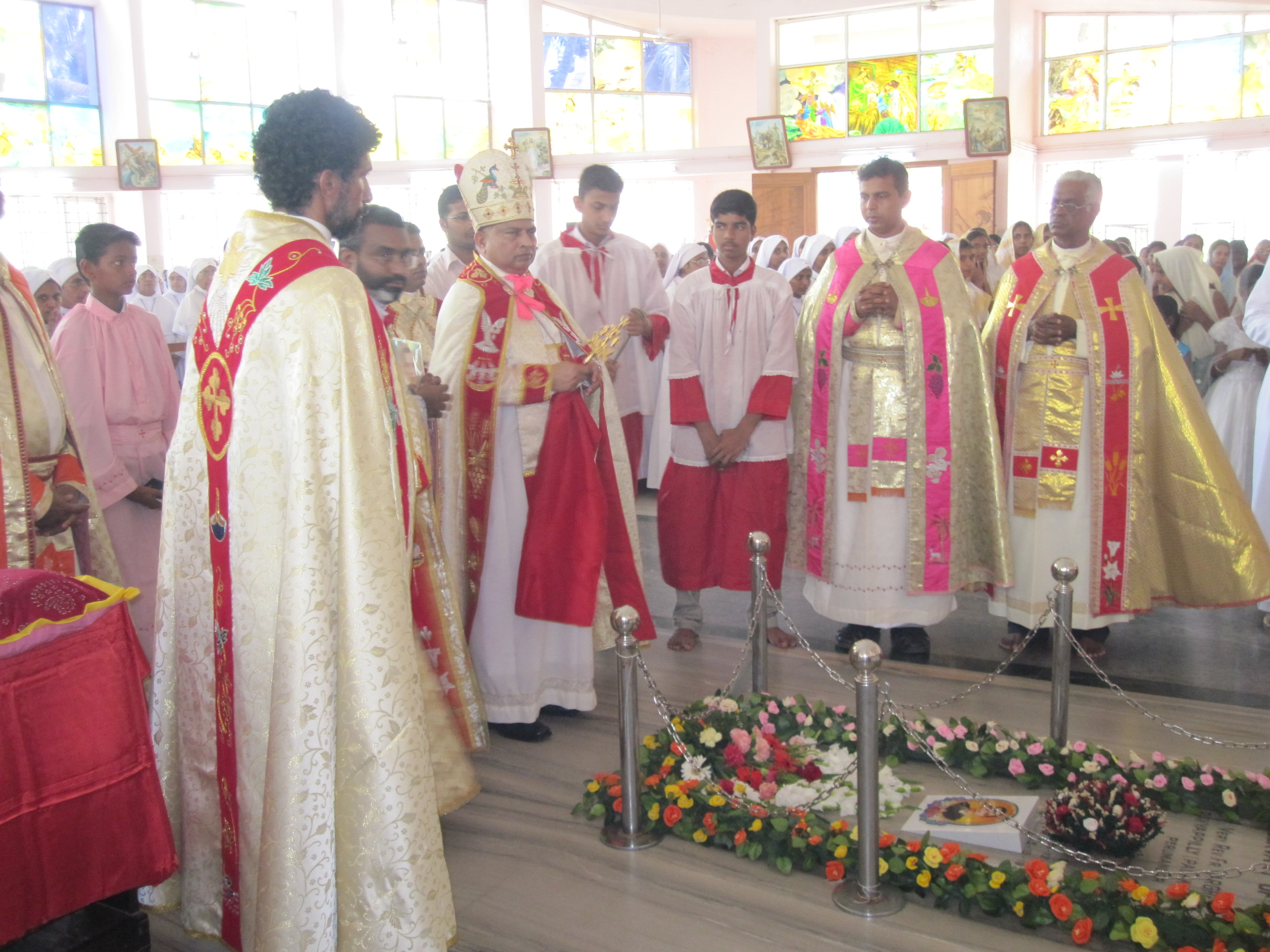
東儀天主教會的敘利亞-瑪拉巴禮教會主教。他手拿的是聖多默十字架

根據《東儀天主教會法典》的第三章42至54條。教宗為東儀教會至高無上、完整和普遍的權力。教宗有權任免由各教會自選出來的主教或神父等神職人員。而且，教宗可以按教會的要求成立或合併教區和宗座代牧區等。另外教宗可以在各教區中自由行動。

## 東儀宗主教及大總主教
在東儀天主教會下，一些自治的地區教會（英語：particular Church）是由若干地方教會（英語：local churches）所組成的。而其部分的教會領導，擁有了宗主教或大總主教頭銜。現時，東儀天主教會有六名宗主教和四名大總主教，他們的頭銜、所領導的教會、教區如下：
| 宗主教/大總主教                | 自治教會                       | 教區                           | 現任                             |
| ------------------------------ | ------------------------------ | ------------------------------ | -------------------------------- |
| 亞歷山大宗主教                 | 科普特禮天主教會               | 亞歷山大宗主教區               | 易卜拉希姆·伊薩克·西德拉克       |
| 安提阿宗主教                   | 敘利亞禮天主教會               | 安提約基雅宗主教區             | 依納爵·尤素福三世                |
| 安提阿宗主教                   | 默基特希臘禮天主教會           | 安提約基雅宗主教區             | 若瑟‧阿布斯                      |
| 安提阿宗主教                   | 馬龍尼禮教會                   | 安提約基雅宗主教區             | 貝沙拉·布特羅斯·拉伊樞機         |
| 巴比倫宗主教                   | 加色丁禮天主教會               | 巴比倫宗主教區                 | 路易斯·拉菲爾一世·薩科           |
| 西利西亞宗主教                 | 亞美尼亞禮天主教會             | 基里基雅宗主教區               | 額我略·貝德羅斯二十世·蓋布洛揚   |
| 基輔-加利奇大總主教            | 烏克蘭希臘禮天主教會           | 基輔-加利奇大總教區            | 斯維亞托斯拉夫·舍夫丘克          |
| 埃爾訥古勒姆-安加馬里大總主教  | 敘利亞-瑪拉巴禮教會            | 埃爾訥古勒姆暨安加馬里大總教區 | 喬治·阿倫謝雷樞機                |
| 特里凡得琅大總主教             | 敘利亞-瑪蘭卡禮天主教會        | 特里凡得琅大總教區             | 巴塞利奧斯·克利米斯·托通克爾樞機 |
| 弗格拉什與阿爾巴尤利亞大總主教 | 与罗马合一的羅馬尼亞希腊礼教會 | 弗格拉什暨阿爾巴尤利亞大總教區 | 祿嘉·穆列尚樞機                  |

## 東儀天主教會的形成

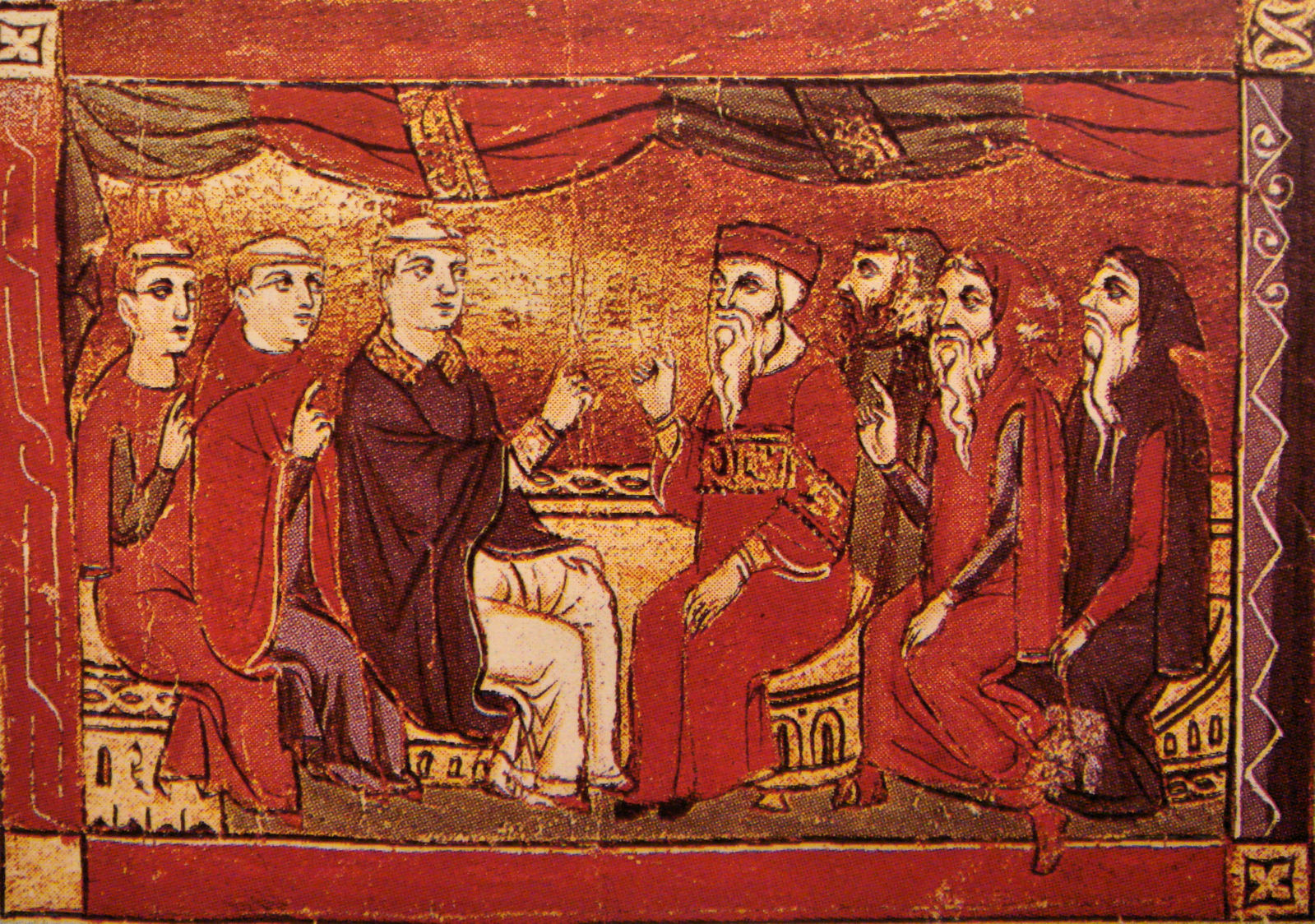
13世紀末，在十字軍城市阿卡，敘利亞、亞美尼亞和拉丁禮主教辯論基督教教義

11世紀中葉，東方希臘正教（東方正教會）與拉丁教會間的摩擦，除了文化語言，信理與教義，以及福傳上理念不合外，更跟教宗權柄問題而惡化。1054年就造成了東西教會大分裂，君士坦丁堡宗主教與羅馬教宗互相絕罰。1270年的第一次里昂大公會議及1438年的佛羅倫斯大公會議皆謀求復合，但結果不太明朗。1268年更因埃及(sultan of Egypt)導致於西方無法溝通。 之後斷斷續續1242-1243年、1274-1283年 1439-1443年(佛羅倫斯大公會議)、1457-1517年與西方教會共融。1517年敘利亞被鄂圖曼帝國入侵更完全無法與羅馬接觸。波節重重下及君士坦丁堡影響下共融漸漸被遺忘。當時不同宗主教(Patriarchate of Antioch，Patriarchate of Alexandria，Patriarchate of Jerusalem，等)對共融都有不同理解，及後幾百年形成現今不同的東正教派，及與羅馬共融的東儀天主教會(希臘禮、埃及禮、敘利亞禮、烏克蘭禮等等)。
1472年被鄂圖曼帝國入侵的東羅馬帝國正式滅亡。虔誠的拜占庭公主逃亡至莫斯科，與莫斯科大公的聯婚，形成當今講斯拉夫語的俄羅斯正教會。
現今的東儀天主教會就指與羅馬天主教會共融中仍保持自己的身分面貌的東方教會。這些教會內以希臘語、斯拉夫語、或其他東歐語系舉行各自的禮儀，並保留各自獨特的精神及傳統。這些教會的禮儀與東方正教會的禮儀一般是幾乎相同的。
亦有些東儀天主教會從東正教與羅馬教廷共融。
據稱，有三個教會從沒有和羅馬教廷打破共融的關係，它們分別是：
- 馬龍尼禮教會：於1182年與羅馬教廷共融，但其禮儀，並沒有和任一東方教會的禮儀相對應。
- 義大利-阿爾巴尼亞禮天主教會：與馬龍尼禮教會不同的是，她的禮儀是和東正教一樣。
- 敘利亞-瑪拉巴禮天主教會：她的教座設在印度喀拉拉邦。她原本屬東敘利亞傅統，部份信徒在投往敘利亞正教會，奉西敘利亞傳統涵信仰生活，形成現在的東方正統教會一部分。

天主教教會法規定東儀天主教的各個宗主教和大總主教為東方教會部的當然成員。

基督宗教宗派分立一覽圖

## 組織

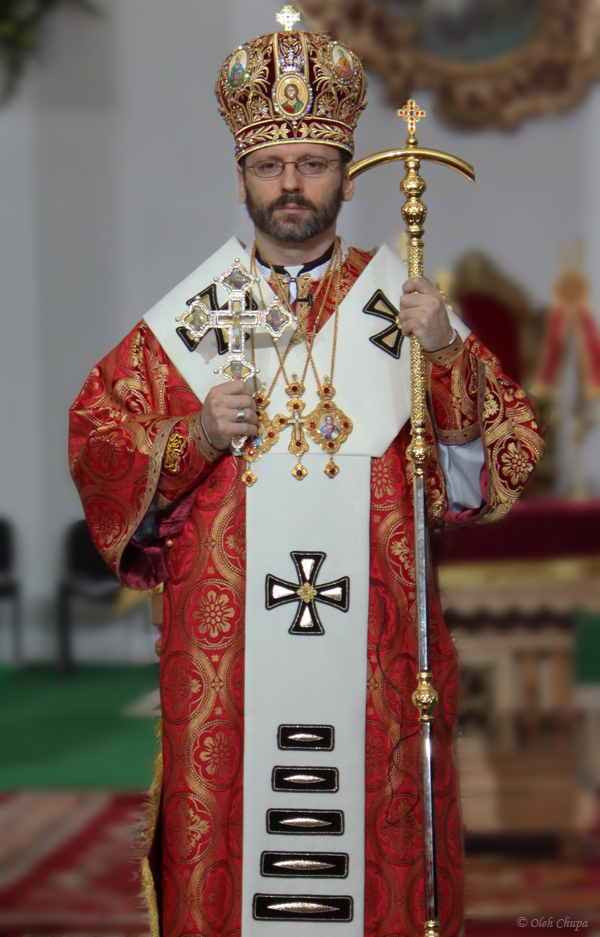
乌克兰希腊礼天主教会現任大總主教斯維亞托斯拉夫·舍夫丘克

### 神職人員
東儀天主教會中的一部分教會，會在總主教和主教之上設一個名為「宗主教」、「都主教」或「大總主教」。他們是各教會的提高領導人。他是由總主教和主教選擇產生的。新任宗主教或大總主教在當選時必須要報告教宗，並獲得其認可及任命，以體現教會對天主教教會的歸附。
和拉丁教會一樣，每個教省的管理中心為總教區，及設「總主教」，而在地方教區的領導者是為「主教」或「都主教」等。其他受派的「長老」就成了「神父」，然後以一級受派的「僕人」就成了「執事」。

### 教區

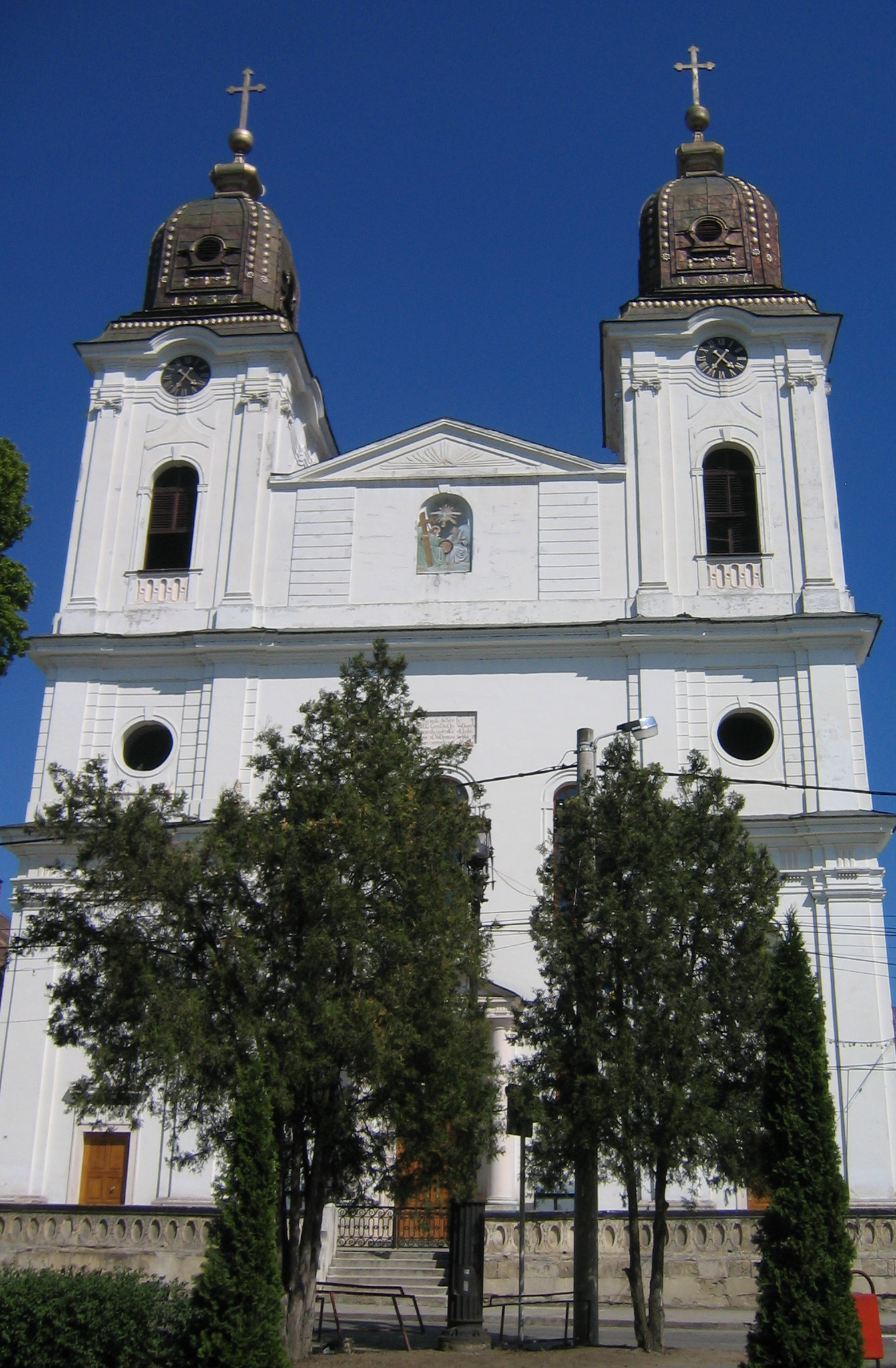
希臘禮天主教弗格拉什暨阿爾巴尤利亞大總教區聖三主教座堂

教區與世俗政治的行政區劃相同，教區的劃分多依照自然地理的地形、以及人文地理的聚落區域來劃分，如都會區。天主教會因應東儀天主教會不同的原因，而設立各種地位特殊的教區：
- 宗主教區：宗主教領地。它是東儀天主教會下的教會設立的，是該教會的所有總教區和教區之上。是教會的管理和行政中心那是設在那裏，有如一個國家的首都。
- 大總主教區：是大總主教領地。性質和宗主教區一樣。
- 都主教區：是都主教領地，性質和總教區一樣。現時只有在東儀天主教會的衣索比亞禮天主教會和厄立特里亞禮天主教會中出現。
- 東方禮總教區（英語：Exarchate）：不論級別及性質，都和一般總教區一樣，只是名稱不同。
- 東方禮直屬教區：和一般直屬聖座的教區不同，東儀天主教會只是直屬宗主教區或大總教區，而不是聖座。
- 東方禮教區（英語：Eparchy）：性質和拉丁禮的教區一樣。
- 宗座署理區（簡稱署理區）：某地區因特殊、重大理由而未成立教區，委託宗座署理以教宗名義治理之。
- 東方禮宗座代牧區（簡稱代牧區）：是天主教會的一種教務管轄機構，設立於尚不足以達到成立東方禮教區資格的傳教地區。其本質上是臨時的，雖然代牧區有可能持續一個世紀甚至更久。它的最主要目的是培養足夠數量的天主教徒，以能成立一個正式的教區。
- 東方禮教長區（英語：Ordinariates for the Faithful of the Eastern Rite）
- 宗主教代牧區（英語：Patriarchal Exarchates）：是天主教會的一種教務管轄機構，性質和宗座代牧區一樣。但不是直屬，而是由各自冶教會宗主教負責。
- 自治會院區：是隱修院院長對於其管轄的修院擁有領導權，而有鄰近地區所組成的自治會院區的信徒及堂區的管理權。自治會院院長如同主教對於其所轄教區擁有的管理權威般。現時只有意大利-阿爾巴尼亞禮格羅塔費拉塔聖母自治會院區是唯一的東方禮會院區。

## 东仪天主教会列表

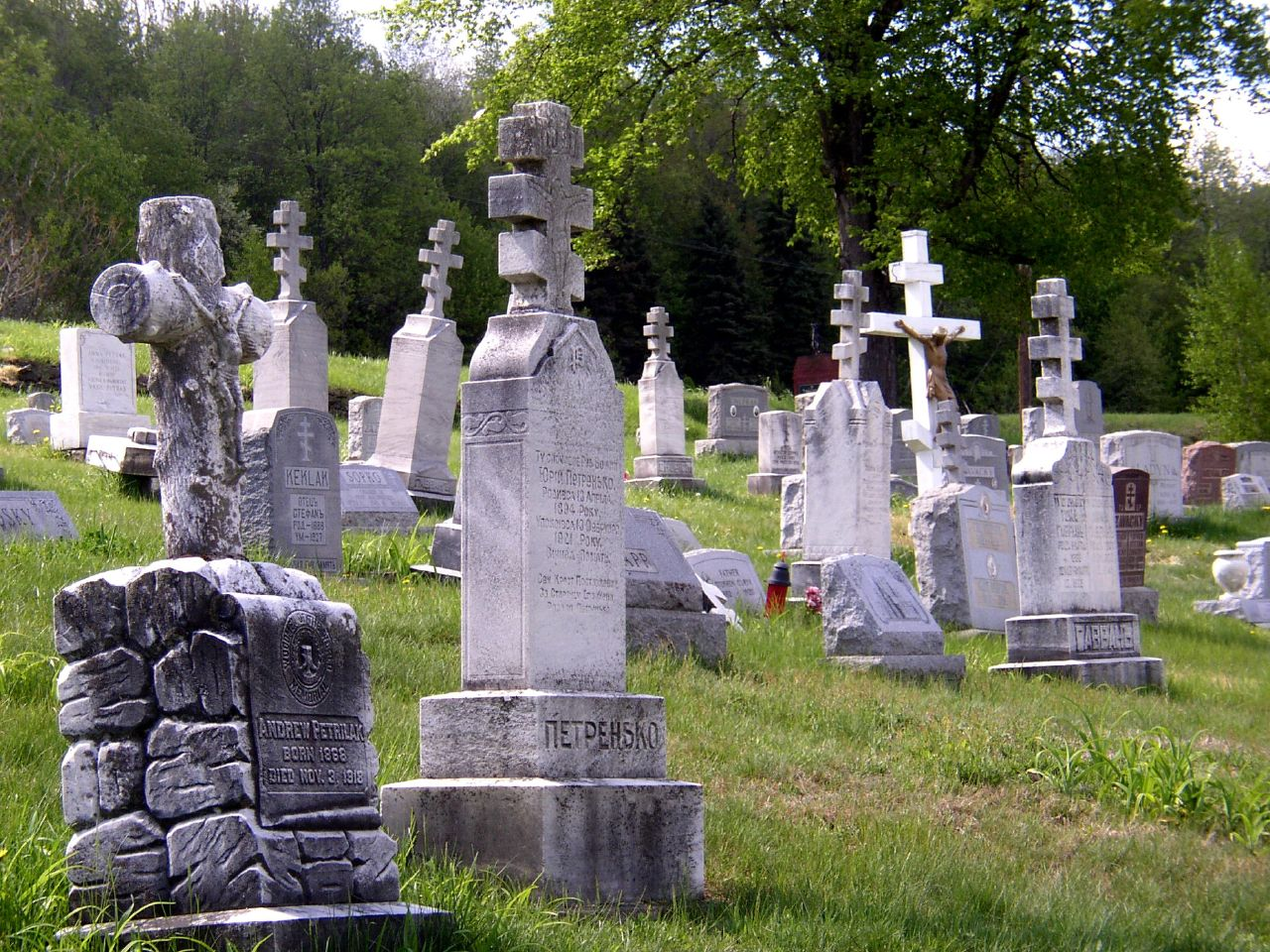
在賓夕法尼亞州東北部，一個東儀天主教會墓地

圣座的《宗座年鉴》给出了下列东仪天主教会名单及其拥有教会治理权的所在国家（或超国家的其他政治区域）（括号内注明合一或成立时间）：
1. 亞歷山大禮拜儀式传统：
  1. 科普特礼天主教会（宗主教区）：埃及（1741年）
  2. 埃塞俄比亚礼天主教会（都主教区）：埃塞俄比亚（1846年）
  3. 厄立特里亚礼天主教会（都主教区）：厄立特里亚（2015年）
2. 安提约基亚（安提约基亚或西叙利亚）礼拜仪式传统
  1. 马龙尼礼教会（宗主教区）：黎巴嫩、塞浦路斯、约旦、以色列、巴勒斯坦、埃及、叙利亚、阿根廷、巴西、美国、澳大利亚、加拿大、墨西哥（1182年重新确认联合）
  2. 叙利亚礼天主教会（宗主教区）：黎巴嫩、伊拉克、约旦、科威特、巴勒斯坦、埃及、苏丹、叙利亚、土耳其、美国和加拿大、委内瑞拉（1781年）
  3. 叙利亚-玛兰卡礼天主教会（大总主教区）：印度、美国（1930年）
3. 亞美尼亞禮拜仪式传统
  1. 亞美尼亞禮天主教會（宗主教區）：黎巴嫩、伊朗、伊拉克、埃及、敘利亞、土耳其、約旦、巴勒斯坦、烏克蘭、法國、希臘、拉丁美洲、阿根廷、羅馬尼亞、美國、加拿大、東歐（1742年）
4. 迦勒底或东叙利亚礼拜仪式传统
  1. 加色丁禮天主教会（宗主教区）：伊拉克、伊朗、黎巴嫩、埃及、叙利亚、土耳其、美国（1692年）
  2. 叙利亚-玛拉巴礼教会（大总主教区）：印度、中东、欧洲和美洲（日期存在争议）
5. 拜占庭（君士坦丁堡）礼拜仪式传统
  1. 阿尔巴尼亚希腊礼天主教会（宗座署理区）：阿尔巴尼亚（1628年）
  2. 白俄罗斯希腊礼天主教会（现无圣统制建立）：白俄罗斯（1596年）
  3. 保加利亚希腊礼天主教会（东方礼宗座代牧区）：保加利亚（1861年）
  4. 克羅地亞，塞爾維亞和黑山拜占庭禮教會（一个东方礼教区及一个东方礼宗座代牧区）：克罗地亚、塞尔维亚和黑山（1611年）
  5. 希腊拜占庭礼天主教会（两个东方礼宗座代牧区）：希腊、土耳其（1829年）
  6. 匈牙利希腊礼天主教会（一个东方礼總教区及两个东方礼教区）：匈牙利（1646年）
  7. 意大利-阿尔巴尼亚礼天主教会（两个东方礼教区及一个自治会院区）：意大利（从未分出）
  8. 马其顿希腊礼天主教会（一个东方礼宗座代牧区）：马其顿共和国（1918年）
  9. 默基特希腊礼天主教会（宗主教区）：叙利亚、黎巴嫩、约旦、以色列、巴西、美国、加拿大、墨西哥、伊拉克、埃及和苏丹、科威特、澳大利亚、委内瑞拉、阿根廷（1726年）
  10. 与罗马合一的罗马尼亚希腊礼天主教会（英语：Romanian Greek Catholic Church）（大总主教区）：罗马尼亚、美国（1697年）
  11. 俄罗斯礼天主教会（两个东方礼宗座代牧区、现在无公共的圣统）：俄罗斯、中国（1905年）；现在有约20个堂区和修会团体分散在全世界、包括5个在俄国者、对具其他治理权之主教们负责。
  12. 鲁塞尼亚礼天主教会（東方禮總教區）：美国、乌克兰、捷克共和国（1646年）
  13. 斯洛伐克希腊礼天主教会（都主教区）：斯洛伐克共和国、加拿大（1646年）
  14. 乌克兰希腊礼天主教会（大总主教区）：乌克兰、波兰、美国、加拿大、大不列颠、澳大利亚、德国和斯堪的纳维亚、法国、巴西、阿根廷（1595年）

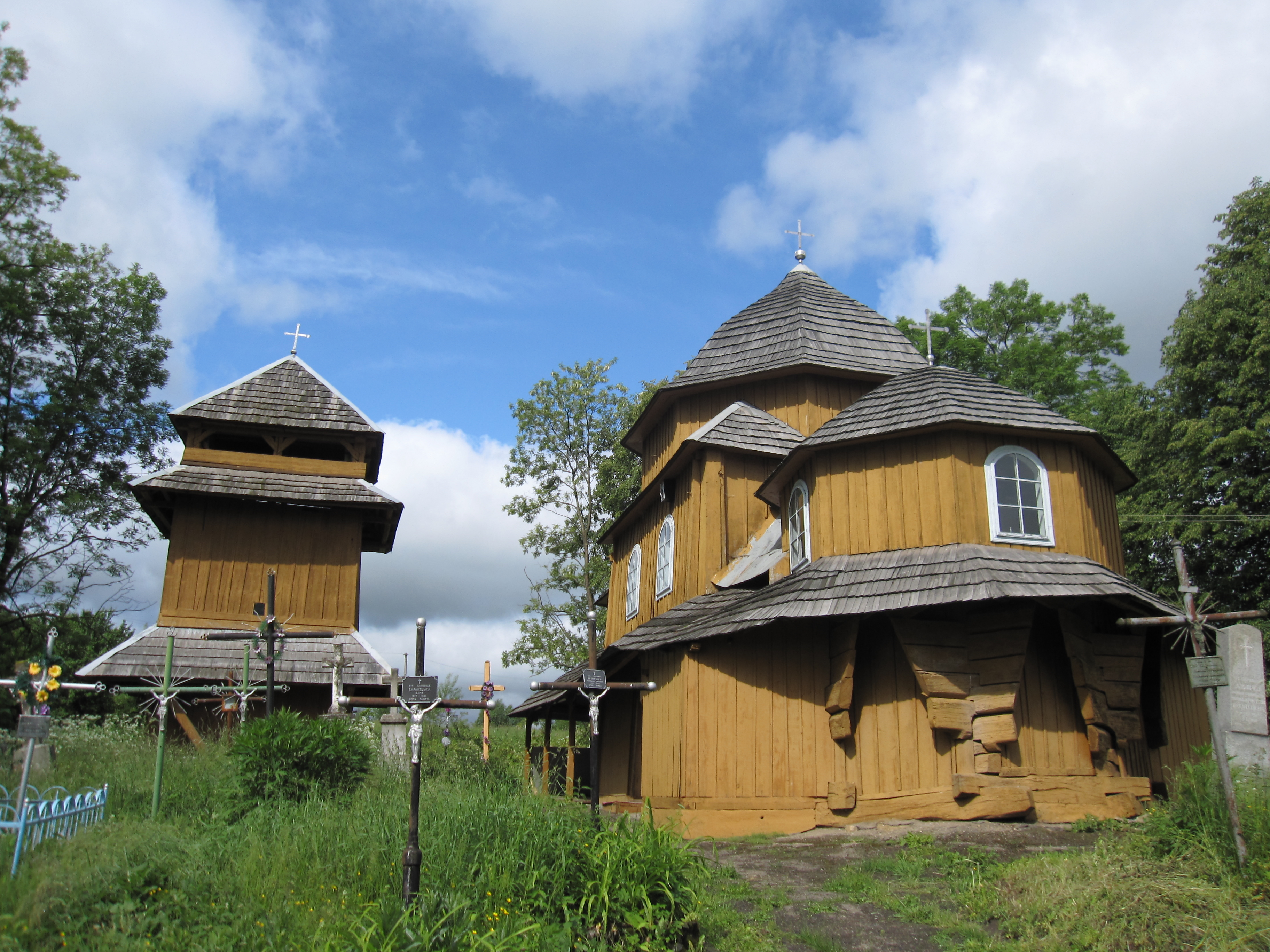
從17世紀開始，木製教堂和鐘樓是德羅霍貝奇典型的建築風格

注：格魯吉亞拜占庭禮天主教徒並不被認作一個地區教會（見東儀天主教會法典第27條）。在格魯吉亞共和國的大部分東儀天主教徒遵從亞美尼亞禮拜儀式禮儀。
美國的魯塞尼亞禮天主教會被組織為一個自治的（sui iuris）匹茲堡教省，包括一個教省總教區以及3個隸屬教區。這些教區也為未在美國設立聖統制的其他拜占庭禮教會提供服務。

### 格魯吉亞拜占庭禮天主教徒
格魯吉亞拜占庭禮天主教徒（英語：Georgian Byzantine-Rite Catholics）一直自稱為格魯吉亞禮天主教會，但他們沒有被聖座承認為一個獨立的自治教會，所以他們並不是東儀天主教會的成員。他們被分類為使用亞美尼亞禮拜儀式傳統的信徒，而不是他們所稱使用的拜占庭禮拜儀式傳統。據估計，現時在世界各地只有500名信徒。

### 愛沙尼亞拜占庭禮天主教徒
在20世紀兩次世界大戰期間，愛沙尼亞更有愛沙尼亞正教會信徒改宗天主教，成為愛沙尼亞拜占庭禮天主教徒。他們更出現過二至三個拜占庭禮堂區，但當時沒有一名領袖負責管理。二戰後，蘇聯吞倂愛沙尼亞，並大力大壓各宗教，拜占庭禮天主教堂區因此滅絕。

## 統計
| 教會名稱                           | 法律地位         | 人口      | 教區 | 主教 |
| ---------------------------------- | ---------------- | --------- | ---- | ---- |
| 阿爾巴尼亞希臘禮天主教會           | 宗座署理區       | 3,845     | 1    | 1    |
| 亞美尼亞禮天主教會                 | 宗主教區         | 593,459   | 17   | 15   |
| 保加利亞希臘禮天主教會             | 東方禮宗座代牧區 | 10,000    | 1    | 1    |
| 加色丁禮天主教會                   | 宗主教區         | 490,371   | 22   | 17   |
| 科普特禮天主教會                   | 宗主教區         | 163,630   | 7    | 10   |
| 埃塞俄比亞禮天主教會               | 都主教區         | 229,547   | 7    | 7    |
| 拜占庭禮天主教克里熱夫齊教區       | 東方禮教區       | 58,915    | 2    | 4    |
| 希臘拜占庭禮天主教會               | 東方禮宗座代牧區 | 2,525     | 2    | 1    |
| 匈牙利希臘禮天主教會               | 東方禮教區       | 290,000   | 2    | 2    |
| 義大利-阿爾巴尼亞禮天主教會        | 東方禮教區       | 61,487    | 3    | 2    |
| 馬龍尼禮教會                       | 宗主教區         | 3,290,539 | 27   | 41   |
| 默基特希臘禮天主教會               | 宗主教區         | 1,614,604 | 25   | 30   |
| 与罗马合一的羅馬尼亞希腊礼天主教會 | 大总主教区       | 707,452   | 6    | 8    |
| 魯塞尼亞禮天主教會                 | 都主教區(美國)   | 646,243   | 6    | 7    |
| 斯洛伐克希臘禮天主教會             | 都主教區         | 239,394   | 4    | 5    |
| 敘利亞禮天主教會                   | 宗主教區         | 158,818   | 18   | 17   |
| 敘利亞-瑪拉巴禮教會                | 大總主教區       | 3,828,591 | 27   | 40   |
| 敘利亞-瑪蘭卡禮天主教會            | 大總主教區       | 420,081   | 6    | 8    |
| 烏克蘭希臘禮天主教會               | 大總主教區       | 5,350,735 | 31   | 44   |
| 其他                               | 其他             | 147,600   | 5    | -    |

## 神職人員婚姻

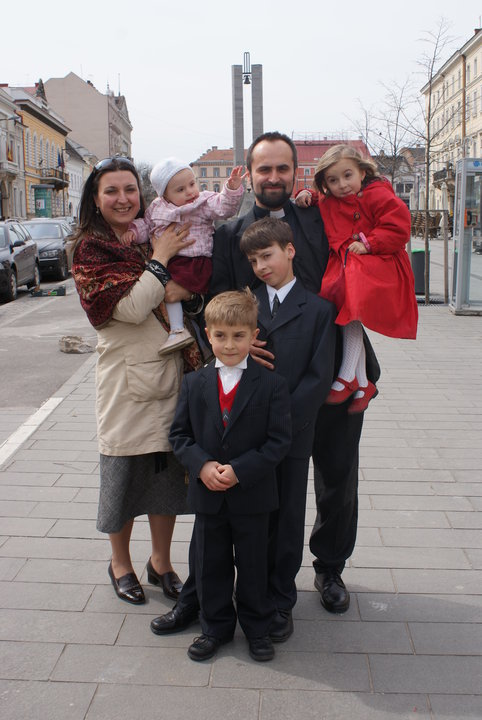
來自与罗马合一的羅馬尼亞希腊礼天主教會神父和他的家人

東儀天主教會和東正教會及東方正統教會一樣，一直都允許有婚姻伴侶的男性擔任神父。但如果離婚或是成了鰥夫，神父和執事不能再婚，除非他們不再當神父和執事。烏克蘭希臘禮天主教會是最大的東方禮儀天主教會，其教會的司鐸的孩子經常在長大後也會成為司鐸。他們會在自己的社群中結婚，從而建立緊密的世襲關係。而科普特禮天主教會、敘利亞-瑪拉巴禮教會及敘利亞-瑪蘭卡禮天主教會規定，獨身者在擔任司鐸後，是不能結婚。也只有獨身者可以升任主教。大多數東儀教會在“隱修”和“非隱修”神職人員之間是有分別。隱修神職人員在修道院的誓言中包括獨身貞潔。
但是，這個決定造成爭議，因為一直以來拉丁禮教會的神父和主教等七品神職人員，是需要獨身的。這是違反了拉丁教會的傳統。
雖然，大多數東儀天主教會個別教會承認已結婚男士擔任聖職，但仍有部分個別教會不允許聖職者結婚，實施獨身的教會包括敘利亞-瑪蘭卡禮天主教會、敘利亞-瑪拉巴禮教會及科普特禮天主教會。

## 迫害

### 穆斯林世界

截至2013年，實施叛教罪的穆斯林國家。

此前，伊拉克和敘利亞等政府一直保護基督教少數民族的安全。但是，自從美國於2003年入侵伊拉克以來，居住在穆斯林世界的基督教徒少數民族，便遭受越來越多嚴重的迫害。甚至，成為穆斯林原教旨主義恐怖份子的襲擊目標。